# 真田信尹
真田信尹（日语：真田 信尹，1547年—1632年6月21日），幼名源次郎，亦名加津野信昌，日本戰國時代武將，北信濃大名真田幸隆第四子，武田信玄家臣。兄信綱、昌輝、昌幸。弟金井高勝。是加津野昌世的養子。真田氏分家、旗本真田家的家祖。

## 生平
受武田信玄之命令成為加津野昌世的養子，繼承名門加津野氏（和野、鹿角）名號。以自稱隱岐守官銜，侍奉武田勝賴擔任近侍與槍奉行等職務。
1582年，甲斐武田家滅亡之後，恢復本姓真田氏，更改名諱「信尹」。最初從屬北条家，爾後轉仕德川家康，並成功拉攏哥哥昌幸從北条家倒向德川家，後來成為浪人。經池田輝政介紹為蒲生氏鄉效力，蒲生氏鄉病逝後再次出仕德川家。
關原之戰、大坂城之戰時均作為德川方隨軍參戰。家康命令信尹以「信濃國10萬石知行」勸誘侄子幸村降伏這段逸話頗為有名（最後幸村拒絕了該條件並未降伏）。
1632年，在德川家當幕臣時病死，終年86歲:71。
嫡子真田幸政以下子孫世代皆出任幕府旗本，直至明治維新時代。

## 流行文化
電視劇
- （平成28年（2016年），NHK，演員：栗原英雄（日语：栗原英雄））